# Энтони, Адель
Адель Энтони (англ. Adele Anthony; род. 1 октября 1970) — австралийско-американская скрипачка. Жена скрипача Гила Шахама.

## Биография
Родилась в Сингапуре. Начала играть на скрипке в возрасте 2,5 лет, когда семья поселилась в Тасмании. Училась в консерватории Университета Аделаиды. В 1984 г. стала самой молодой за 40-летнюю историю победительницей конкурса молодых исполнителей телерадиокомпании ABC. После этого продолжила образование в Нью-Йорке в Джульярдской школе под руководством Дороти Делэй. В 1994 г. заняла второе место на Международном конкурсе имени Жака Тибо во Франции, в 1996 г. выиграла Международный конкурс имени Карла Нильсена в Дании.
Осуществила ряд заметных записей, в том числе Первый скрипичный концерт Филипа Гласса (1999, с Ольстерским оркестром под управлением Такуо Юаса), Tabula Rasa Арво Пярта (вместе с мужем Гилом Шахамом и Гётеборгским симфоническим оркестром под управлением Неэме Ярви), концерты Яна Сибелиуса, Карла Нильсена, Росса Эдвардса.